# Ефіопське письмо
Ефіопське письмо, також ґеезьке письмо (ግዕዝ Gəʿəz) — силабічна писемність (абуґіда), яку використовують для кількох мов Ефіопії та Еритреї. Первинно виникло як консонантне письмо (абджад) і використовувалось для записання ґеезу (сьогодні це літургійна мова Ефіопської та Еритрейської православних церков). В амхарській і тиґриньї це письмо називають fidäl (ፊደል), що означає «письмо» або «абетка».

## Історія і походження

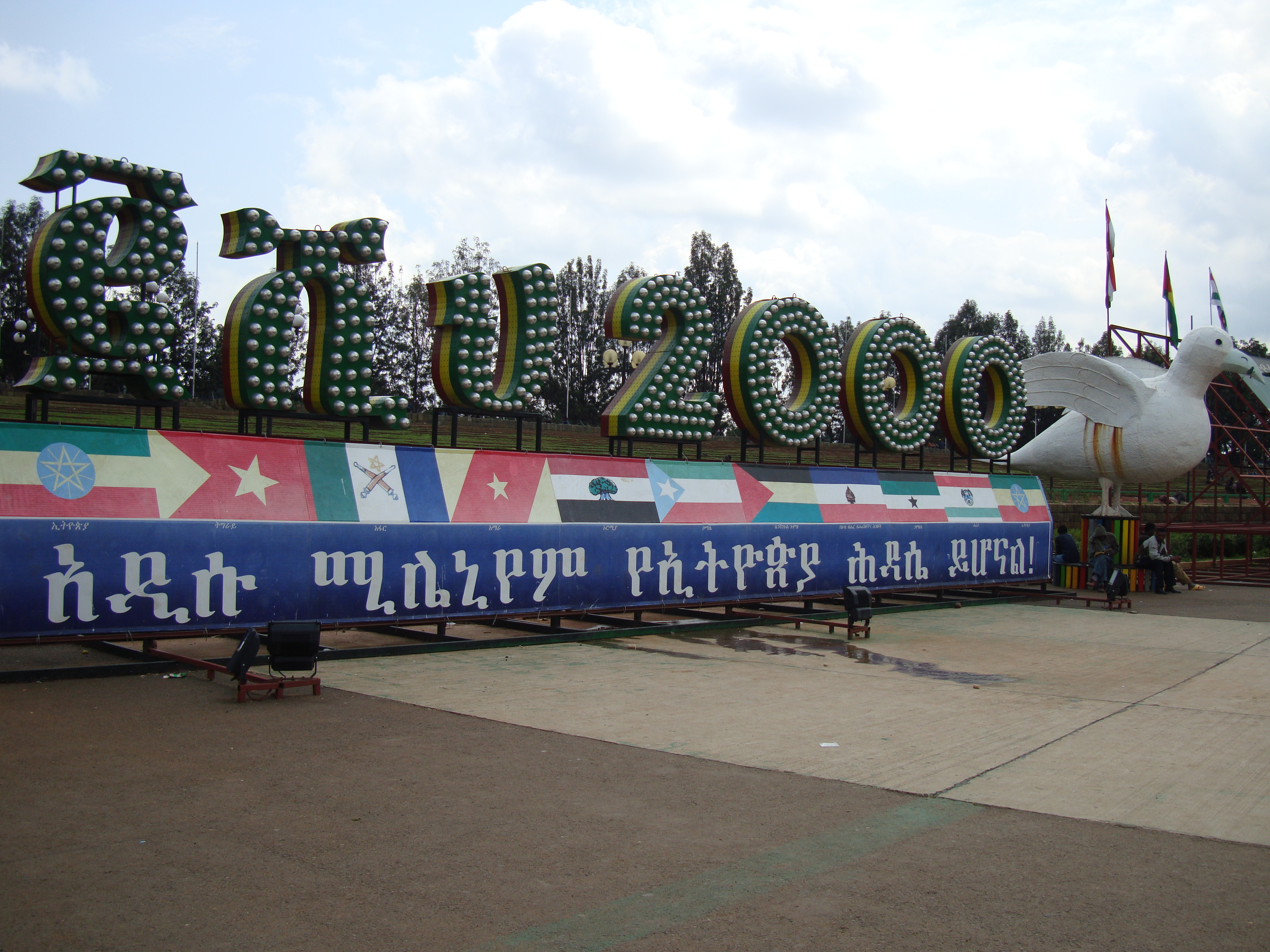
Напис ефіопським письмом.

Найдавніші написи семітськими мовами в Еритреї та Ефіопії, датовані 9-им століття до н.е., було виконано епіграфічним південноарабським письмом, абджадом, який використовували тогочасні королівства у Південній Аравії. Після 7-ого і 6-ого століть до н.е. це письмо розвинулося в напрямку ґеезької абуґіди (система письма, яку також називають алфасилабічною). Цю еволюцію можна добре побачити в написах (переважно в печерах і на камінні) в регіоні Тиґрай у північній Ефіопії й колишній провінції Аккеле Ґузай в Еритреї. У перших століттях нашої ери розвинувся новоефіопський або староґеезький алфавіт – абджад з напрямом письма зліва направо (на відміну від південноарабського, що писалося справа наліво), літери якого були загалом ідентичними до сучасних форм першого ряду вокалізованого алфавіту (наприклад, "k" у формі "kä"). Були також дрібні відмінності, як-от літера "g", з напрямом направо, а не наліво, як у вокалізованому ґеезі, а також коротша ліва нога літери "l", як у південноарабському письмі, замість однаково довгих ніг у вокалізованому ґеезі (чимось схожа за грецьку літеру лямбду). Появу голосних у ґеезі датують 4-им століттям, і хоча першим відомим повністю вокалізованим текстом  є записи Езани (правителся Аксумського царства), окремі вокалізовані літери з’явилися раніше на монетах його попередника Вазеби. Принаймні одна монета Вазеби з кінця 3-ого чи початку 4-ого століття містить вокалізовані літери (тобто, за 30 років до Езани). Лінгвіст Роджер Шнайдер зауважив, що поява вокалізації могла бути свідченням того, що ґеез уже в той час став мертвою мовою, тоді як розмовною стали ефіосемітські мови. Кобіщанов, Деніелс та інші відзначали можливий індійський вплив на вокалізацію, оскільки тамтешні алфавіти також є абуґідами, а Аксумське царство було важливою частиною великих торговельних шляхів античності, що включали Індію та греко-римський світ.
Згідно з віруваннями еритрейської та ефіопської православних церков, первинний варіант ґеезького консонантного письма створив Енос для кодифікації законів, а сучасну систему вокалізації – аксумські вчені на чолі з Фрументієм (Абба Селама), місіонером, що начебто навернув короля Езану в християнство в 4-ому ст. н.е. Можливо, шаблон вокалізації відображає південноазійську систему, про яку міг знати Фрументій. Інша традиція, записана Алекою Тає, каже, що ґеезький консонантний алфавіт вперше адаптував Зеґдур, легендарний король, що правив в Ефіопії в 1300 роки до нашої ери.
Ґеез містить 26 приголосних літер. Порівняно з південноарабським письмом бракує ġ, ẓ і південноарабської s  (ґеезька Sawt ሠ походить від південноарабської s ), так само, як z і ṯ, чия відсутність свідчить про занепад міжзубних і ясенних фрикативних приголосних. З іншого боку, емфатична P̣ait ጰ, ґеезька інновація, є модифікацією Ṣädai ጸ, тоді як Pesa ፐ основана на Tawe ተ.
Отже, є 24 відповідності між ґеезом та південноарабським письмом:
| Транслітерація   | h | l | ḥ | m | ś (ПА s2) | r | s (ПА s1) | ḳ | b | t | ḫ | n |
| ---------------- | - | - | - | - | --------- | - | --------- | - | - | - | - | - |
| ґеез             | ሀ | ለ | ሐ | መ | ሠ         | ረ | ሰ         | ቀ | በ | ተ | ኀ | ነ |
| південноарабська | 𐩠 | 𐩡 | 𐩢 | 𐩣 | 𐩦         | 𐩧 | 𐩪         | 𐩤 | 𐩨 | 𐩩 | 𐩭 | 𐩬 |

| Транслітерація   | ʾ | k | w | ʿ | z (ПА ḏ) | y | d | g | ṭ | ṣ | ḍ | f |
| ---------------- | - | - | - | - | -------- | - | - | - | - | - | - | - |
| ґеез             | አ | ከ | ወ | ዐ | ዘ        | የ | ደ | ገ | ጠ | ጸ | ፀ | ፈ |
| південноарабська | 𐩱 | 𐩫 | 𐩥 | 𐩲 | 𐩹        | 𐩺 | 𐩵 | 𐩴 | 𐩷 | 𐩮 | 𐩳 | 𐩰 |

Багато назв літер споріднені з фінікійськими, таким чином, можуть вважатися протосинайськими.

## Ґеезькі абетки
Для запису мови ґеез використовували дві абетки, абджад (консонантну писемність) і, пізніше, абуґіду.

### Ґеезька консонантна писемність
Абджад, який використовували до 330 р. до н.е., складався з 26 літер:
h, l, ḥ, m, ś, r, s, ḳ, b, t, ḫ, n, ʾ, k, w, ʿ, z, y, d, g, ṭ, p̣, ṣ, ṣ́, f, p
| Транслітерація | h | l | ḥ | m | ś | r | s | ḳ | b | t | ḫ | n | ʾ |
| ґеез           | ሀ | ለ | ሐ | መ | ሠ | ረ | ሰ | ቀ | በ | ተ | ኀ | ነ | አ |

| Транслітерація | k | w | ʿ | z | y | d | g | ṭ | p̣ | ṣ | ṣ́ | f | p |
| ґеез           | ከ | ወ | ዐ | ዘ | የ | ደ | ገ | ጠ | ጰ | ጸ | ፀ | ፈ | ፐ |

Голосні не вказано.

## Ґеезька абуґіда
Сучасне письмо ґеезу пишеться зліва направо. Ґеезька абуґіда розвинулась під впливом християнського письмо з додаванням голосних діакритиків до приголосних літер. Діакритики для голосних u, i, a, e, ə, o зливалися з приголосними у впізнаваний, але трохи неправильний спосіб, тож система викладена як силабічна. Оригінальна форма приголосного вживалася з голосним  ä (/ə/), т.зв. властивий голосний. Інші форми вказано нижче у їхньому традиційному порядку. Для деяких приголосних є восьма форма для дифтонгів -wa чи -oa, і дев’ята – для -yä.
Для позначення приголосного без голосного, наприклад, в кінці складу або на стику приголосних, використовують форму з ə (/ɨ/) (літера в шостій колонці).
|               |   | ä ə або a | u | i | a | e | ə ɨ | o | wa | yä jə |
| ------------- | - | --------- | - | - | - | - | --- | - | -- | ----- |
| Hoy (Хой)     | h | ሀ         | ሁ | ሂ | ሃ | ሄ | ህ   | ሆ |    |       |
| Läwe (Лаве)   | l | ለ         | ሉ | ሊ | ላ | ሌ | ል   | ሎ | ሏ  |       |
| Ḥäwṭ (Хавт)   | ḥ | ሐ         | ሑ | ሒ | ሓ | ሔ | ሕ   | ሖ | ሗ  |       |
| May (Май)     | m | መ         | ሙ | ሚ | ማ | ሜ | ም   | ሞ | ሟ  | ፙ     |
| Śäwt (Савт)   | ś | ሠ         | ሡ | ሢ | ሣ | ሤ | ሥ   | ሦ | ሧ  |       |
| Reʾs (Риес)   | r | ረ         | ሩ | ሪ | ራ | ሬ | ር   | ሮ | ሯ  | ፘ     |
| Sat (Сат)     | s | ሰ         | ሱ | ሲ | ሳ | ሴ | ስ   | ሶ | ሷ  |       |
| Ḳaf (Кхаф)    | ḳ | ቀ         | ቁ | ቂ | ቃ | ቄ | ቅ   | ቆ | ቋ  |       |
| Bet (Бет)     | b | በ         | ቡ | ቢ | ባ | ቤ | ብ   | ቦ | ቧ  |       |
| Täwe (Таве)   | t | ተ         | ቱ | ቲ | ታ | ቴ | ት   | ቶ | ቷ  |       |
| Ḫarm (Харм)   | ḫ | ኀ         | ኁ | ኂ | ኃ | ኄ | ኅ   | ኆ | ኋ  |       |
| Nähas (Нахас) | n | ነ         | ኑ | ኒ | ና | ኔ | ን   | ኖ | ኗ  |       |
| ʾÄlf (Алф)    | ʾ | አ         | ኡ | ኢ | ኣ | ኤ | እ   | ኦ | ኧ  |       |
| Kaf (Каф)     | k | ከ         | ኩ | ኪ | ካ | ኬ | ክ   | ኮ | ኳ  |       |
| Wäwe (Ваве)   | w | ወ         | ዉ | ዊ | ዋ | ዌ | ው   | ዎ |    |       |
| ʿÄyn (Айн)    | ʿ | ዐ         | ዑ | ዒ | ዓ | ዔ | ዕ   | ዖ |    |       |
| Zäy (Зай)     | z | ዘ         | ዙ | ዚ | ዛ | ዜ | ዝ   | ዞ | ዟ  |       |
| Yämän (Яман)  | y | የ         | ዩ | ዪ | ያ | ዬ | ይ   | ዮ |    |       |
| Dänt (Дант)   | d | ደ         | ዱ | ዲ | ዳ | ዴ | ድ   | ዶ | ዷ  |       |
| Gäml (Ґамль)  | g | ገ         | ጉ | ጊ | ጋ | ጌ | ግ   | ጎ | ጓ  |       |
| Ṭäyt (Тайт)   | ṭ | ጠ         | ጡ | ጢ | ጣ | ጤ | ጥ   | ጦ | ጧ  |       |
| P̣ait (Пайт)   | p̣ | ጰ         | ጱ | ጲ | ጳ | ጴ | ጵ   | ጶ | ጷ  |       |
| Ṣädäy (Садай) | ṣ | ጸ         | ጹ | ጺ | ጻ | ጼ | ጽ   | ጾ | ጿ  |       |
| Ṣ́äppä (Саппа) | ṣ́ | ፀ         | ፁ | ፂ | ፃ | ፄ | ፅ   | ፆ |    |       |
| Äf (Аф)       | f | ፈ         | ፉ | ፊ | ፋ | ፌ | ፍ   | ፎ | ፏ  | ፚ     |
| Psa (Пса)     | p | ፐ         | ፑ | ፒ | ፓ | ፔ | ፕ   | ፖ | ፗ  |       |

### Лабіовелярні варіанти
Лабіалізовані велярні приголосні є варіантами нелабіалізованих велярних приголосних:
| Приголосний            | ḳ  | ḫ  | k  | g  |
| Приголосний            | ቀ  | ኀ  | ከ  | ገ  |
| Лабіалізований варіант | ḳʷ | ḫʷ | kʷ | gʷ |
| Лабіалізований варіант | ቈ  | ኈ  | ኰ  | ጐ  |

На відміну від інших приголосних, ці, лабіовелярні, можуть поєднуватися лише з 5 різними голосними:
|    | ä | i | a | e | ə |
| -- | - | - | - | - | - |
| ḳʷ | ቈ | ቊ | ቋ | ቌ | ቍ |
| ḫʷ | ኈ | ኊ | ኋ | ኌ | ኍ |

|    | ä | i | a | e | ə |
| -- | - | - | - | - | - |
| kʷ | ኰ | ኲ | ኳ | ኴ | ኵ |
| gʷ | ጐ | ጒ | ጓ | ጔ | ጕ |

## Адаптації для інших мов

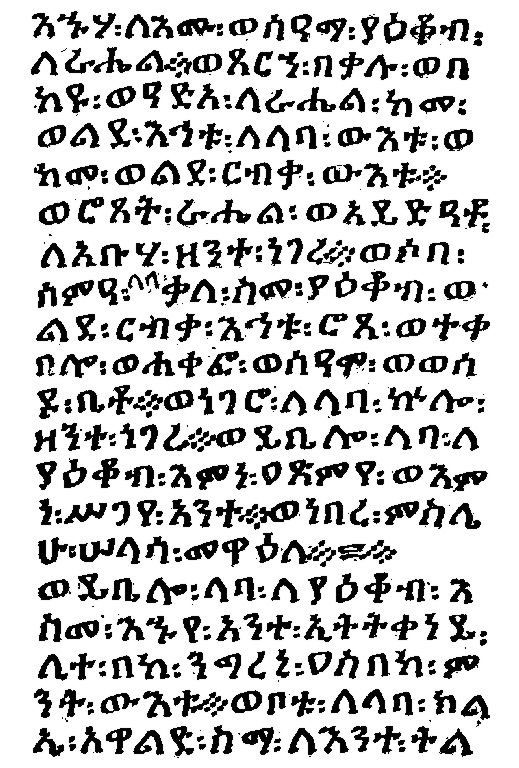
Книга Буття 29:11–16 ґеезом

Ґеезьку абуґіду було адаптовано для кількох сучасних мов Ефіопії. Часто вони потребували додаткових літер. 

### Додаткові літери
Деякі літери було модифіковано для створення додаткових літер в інших мовах. Переважно для цього додавали горизонтальну лінію над приголосним, схожим за звучанням. Шаблон переважно використовують для позначення палаталізованої версії оригінального приголосного.
| Приголосний          | b     | t      | d      | ṭ       |
| Приголосний          | በ     | ተ      | ደ      | ጠ       |
| Африкативний варіант | v [v] | č [t͡ʃ] | ǧ [d͡ʒ] | č̣ [t͡ʃʼ] |
| Африкативний варіант | ቨ     | ቸ      | ጀ      | ጨ       |

| Приголосний          | ḳ        | k       |
| Приголосний          | ቀ        | ከ       |
| Африкативний варіант | ḳʰ [q]   | x [x]   |
| Африкативний варіант | ቐ        | ኸ       |
| Губний варіант       | ḳhw [qʷ] | xʷ [xʷ] |
| Губний варіант       | ቘ        | ዀ       |

| Приголосний         | s     | n     | z     |
| Приголосний         | ሰ     | ነ     | ዘ     |
| Пом’якшений варіант | š [ʃ] | ñ [ɲ] | ž [ʒ] |
| Пом’якшений варіант | ሸ     | ኘ     | ዠ     |

| Приголосний     | g   | gʷ   |
| Приголосний     | ገ   | ጐ    |
| Носовий варіант | [ŋ] | [ŋʷ] |
| Носовий варіант | ጘ   | ⶓ    |

Нижче показано вокалізовані форми. Як і інші лабіовелярні,ці звуки можуть поєднуватися лише з 5 голосними.
|      | ä | u | i | a | e | ə | o | wa |
| ---- | - | - | - | - | - | - | - | -- |
| š    | ሸ | ሹ | ሺ | ሻ | ሼ | ሽ | ሾ | ሿ  |
| ḳʰ   | ቐ | ቑ | ቒ | ቓ | ቔ | ቕ | ቖ |    |
| ḳhw  | ቘ |   | ቝ | ቛ | ቜ | ቚ |   |    |
| v    | ቨ | ቩ | ቪ | ቫ | ቬ | ቭ | ቮ | ቯ  |
| č    | ቸ | ቹ | ቺ | ቻ | ቼ | ች | ቾ | ቿ  |
| [ŋʷ] | ⶓ |   | ⶔ |   | ⶕ | ⶖ |   |    |

|     | ä | u | i | a | e | ə | o | wa |
| --- | - | - | - | - | - | - | - | -- |
| ñ   | ኘ | ኙ | ኚ | ኛ | ኜ | ኝ | ኞ | ኟ  |
| x   | ኸ | ኹ | ኺ | ኻ | ኼ | ኽ | ኾ |    |
| xʷ  | ዀ |   | ዂ | ዃ | ዄ | ዅ |   |    |
| ž   | ዠ | ዡ | ዢ | ዣ | ዤ | ዥ | ዦ | ዧ  |
| ǧ   | ጀ | ጁ | ጂ | ጃ | ጄ | ጅ | ጆ | ጇ  |
| [ŋ] | ጘ | ጙ | ጚ | ጛ | ጜ | ጝ | ጞ | ጟ  |
| č̣   | ጨ | ጩ | ጪ | ጫ | ጬ | ጭ | ጮ | ጯ  |

### Літери, які використовують у сучасних алфавітах
Амхарська абетка використовує всі ці базові приголосні плюс ті, що вказано нижче. Деякі ґеезькі лабіовелярні варіанти також використовують.
Мова тиґринья також містить усі базові приголосні, ґеезькі лабіовелярні варіанти літер, за винятком ḫʷ (ኈ), плюс ті, що вказано нижче. Кілька базових приголосних перестали використовувати в Еритреї.
Мова тиґре використовує базові приголосні за винятком ś (ሠ), ḫ (ኀ) і ḍ (ፀ). Вона також використовує ті, що вказано нижче. Вона не використовує ґеезькі лабіовелярні варіанти літер.
Блінська мова використовує базові приголосні крім ś (ሠ), ḫ (ኀ) і ḍ (ፀ). Вона також використовує ті, що вказано нижче, і ґеезькі лабіовелярні варіанти літер.
|                      | š | ḳʰ | ḳʰʷ | v | č | ŋʷ | ñ | x | xʷ | ž | ǧ | ŋ | č̣ |
| -------------------- | - | -- | --- | - | - | -- | - | - | -- | - | - | - | - |
|                      | ሸ | ቐ  | ቘ   | ቨ | ቸ | ⶓ  | ኘ | ኸ | ዀ  | ዠ | ጀ | ጘ | ጨ |
| Амхарська абетка     | ✓ |    |     | ✓ | ✓ |    | ✓ | ✓ | ✓  | ✓ | ✓ |   | ✓ |
| Тиґриньянська абетка | ✓ | ✓  | ✓   | ✓ | ✓ |    | ✓ | ✓ | ✓  | ✓ | ✓ |   | ✓ |
| Абетка тиґре         | ✓ |    |     |   | ✓ |    |   |   |    | ✓ |   | ✓ |   |
| Блінська абетка      | ✓ | ✓  |     | ✓ | ✓ | ✓  | ✓ |   | ✓  | ✓ | ✓ | ✓ | ✓ |

Примітка: "V" вживають для слів іншомовного походження крім деяких слів у ґураґських мовах, наприклад, cravat 'tie' з французької.  "X" вимовляється як "h" в амхарській.